# يوري كيسيل
يوري كيسيل (مواليد 18 سبتمبر 1995) هو سبّاح كندي، مثّل بلاده في الألعاب الأولمبية الصيفية 2016.

## روابط خارجية
يوري كيسيل على موقع الاتحاد الدولي للسباحة (الإنجليزية)
- يوري كيسيل على موقع SwimRankings.net (الإنجليزية)
- يوري كيسيل على موقع اللجنة الأولمبية الدولية (الإنجليزية)
- يوري كيسيل على موقع أوليمبيديا (الإنجليزية)
- يوري كيسيل على موقع اللجنة الأولمبية الكندية (الإنجليزية)
- يوري كيسيل على موقع اتحاد ألعاب الكومنولث (مؤرشف) (الإنجليزية)
- يوري كيسيل على موقع دورة ألعاب الكومنولث 2014 (مؤرشف) (الإنجليزية)